# Peltidium monardi
Peltidium monardi är en kräftdjursart som beskrevs av Otto Pesta 1935. Peltidium monardi ingår i släktet Peltidium och familjen Peltidiidae. Inga underarter finns listade i Catalogue of Life.